# Barichneumon flaviscuta
Barichneumon flaviscuta är en stekelart som beskrevs av Heinrich 1971. Barichneumon flaviscuta ingår i släktet Barichneumon och familjen brokparasitsteklar. Inga underarter finns listade.